# Paul Therèse van der Maesen de Sombreff
 Paul Therèse van der Maesen de Sombreff, né à Maastricht le 25 octobre 1827 et mort à Maastricht le 14 novembre 1902, est un ministre néerlandais.
- Membre des États provinciaux du Limbourg (1853-1862, 1874-1880)
- Ministre des Affaires étrangères (1862-1864)
- Membre de la seconde Chambre (1864-1873)

## Distinctions
- Chevalier de l'ordre du Lion néerlandais

## Sources
- (nl) Sa fiche sur parlement.com